# Mazanovskij rajon
Il Mazanovskij rajon (in russo Мазановский район?) è un rajon dell'Oblast' dell'Amur, nella Russia asiatica; il capoluogo è Novokievskij Uval.

## Centri abitati
- Belojarovo
- Kamenka
- Jubilejnoe
- Bogoslovka
- Kozlovka
- Dimitrievka
- Bičura
- Kaniči
- Pautovka
- Krasnojarovo
- Antonovka
- Leont'evka
- Michajlovka
- Petrovka
- Mazanovo
- Ivanovskij
- Majskij
- Margaritovka
- Molčanovo
- Popovka
- Spicyno
- Novorossijka
- Slava
- Praktiči
- Sochatino
- Putjatino
- Taskino
- Razdol'noe
- Družnoe
- Romankaucy
- Sapronovo
- Alekseevka
- Kol'covka
- Christinovka
- Uglovoe
- Abajkan
- Ul'ma
- Novokievskij Uval
- Novokievka
- Pionerskij